# Dominicus Beck
Dominicus Beck OSB (* 27. September 1732 in Öpfingen; † 22. Februar 1791 in Salzburg) war ein deutscher Mathematiker und Physiker.

## Leben
P. Dominicus Beck war Benediktiner der Abtei in Ochsenhausen, wo er auch studierte. Er lehrte ab 1762 theoretische Philosophie in Salzburg, ab 1764 Philosophie und Mathematik in Ochsenhausen, seit 1766 Mathematik und Physik an der Universität Salzburg.
Beck war Dekan der Philosophischen Fakultät der Universität in den Jahren 1768–1769, 1777–1778 (auch Fridolin Wibmer/Kremsmünster), 1783–1784, 1787–1788, 1790–1791 (auch Bernhard Stöger/Oberalteich). Seit 1763 war er auswärtiges Mitglied der Bayerischen Akademie der Wissenschaften. Beck weilte 1779 als Kurgast in Bad Gastein.
Eine bildliche Darstellung seiner Person gibt es in seinem Werk „Briefe eines Reisenden über Mathematik“ (vom Maler Pietro Antonio Lorenzoni) und im Stift St. Peter befindet sich eine Wachsbüste.

## Leistungen
Unter Aufsicht von Dominicus Beck wurde 1778 der erste Blitzableiter Salzburgs auf dem Schloss Mirabell errichtet. Am 12. Mai 1786 wurde ein solcher auf der Edmundsburg errichtet. Er war Verfasser vieler Schriften und früher Werke über die Elektrizität.

## Werke
- Mit Niccolò Avancini, Othmar Finger, Norbert Hindelang, Wunibald Rotach, Ulrich Waibl: Positiones ex Theologia Dogmatico-Scholastica, Stadler, Kempten 1757 (Digitalisat in der Deutschen Digitalen Bibliothek).
- Kurzer Entwurf der Lehre von der Electricität, Hochfürstl. akad. Buchhandlung, Salzburg 1787.
- Faßlicher Unterricht Gebäude auf eine leichte und sichere Art vor dem Einschlagen des Blitzes zu bewahren. Waisenhausbuchhandlung, Salzburg 1786, Reprint 2010, ISBN 978-1-162-11369-2.
- Institutiones Physicae praelectionibus publicis destinatae. Pars II. Physicam partic. complectens. J.J. Mayr Erben, Salzburg 1783.
- Briefe eines Reisenden über Mathematik, anonym, Salzburg 1781.
- Epitome Philosophiae Experimentalis Olim Sparsim Edita Nunc In Unum Volumen Collecta Novis Accessionibus Aucta Et Emendata, 1772, Reprint 2009, ISBN 978-1-104-96207-4.
- Mit Anselm Doerfflinger, Thaddaus Rinderle: Geometria Sublimior Clr. Caillii Tyronum Captui Accomodata, 1771, Reprint 2009, ISBN 978-1-104-75386-3.